# Vini kuhlii
Vini kuhlii е вид птица от семейство Папагалови (Psittaculidae). Видът е застрашен от изчезване.

## Разпространение
Видът е разпространен в Кирибати и Френска Полинезия.